# Obrót nieruchomościami rolnymi
Obrót nieruchomościami rolnymi, obrót rolny – istnieją dwa znaczenia tego pojęcia. Obrót rolny sensu stricto to zmiana właściciela nieruchomości rolnej. Obrót rolny sensu largo to zmiana osoby władającej nieruchomością rolną.

## Założenia obrotu rolnego w Polsce
Podstawowymi założeniami obrotu rolnego są:
- zapobieganie nadmiernej koncentracji nieruchomości rolnych,
- zapobieganie rozdrabnianiu nieruchomości rolnych,
- istnienie kwalifikacji rolniczych wobec prowadzącego gospodarstwo rolne,
- zapobieganie nadmiernym spłatom.

### Zapobieganie nadmiernej koncentracji nieruchomości rolnej
Ustawodawstwo PRL-u wprowadziło ograniczenia rozrostu nieruchomości rolnych, m.in. w dekrecie o przeprowadzeniu reformy rolnej z 1944 roku oraz ustawie o obrocie nieruchomościami rolnymi z 13 lipca 1957 roku. Po 1 października 1990 roku zniesiono te ograniczenia.
Aktualnie istnieją dwa ograniczenia obszarowe:
- według ustawy o kształtowaniu ustroju rolnego z 27 marca 2003 roku (Dz.U. z 2024 r. poz. 423) powierzchnia gospodarstwa rodzinnego nie może przekraczać 300 hektarów użytków rolnych[1],
- według ustawy o gospodarowaniu nieruchomościami rolnymi Skarbu Państwa z 19 października 1991 roku Krajowy Ośrodek Wsparcia Rolnictwa nie może sprzedać jednej osobie takiego obszaru nieruchomości rolnych, jeżeli nabywca stałby się właścicielem 500 lub więcej hektarów użytków rolnych[2].

### Zapobieganie rozdrabnianiu nieruchomości
Ustawa o ograniczeniu podziału gospodarstw rolnych z 29 czerwca 1963 roku wprowadzała normy: podstawową (8 hektarów) i minimalną (od 2 do 5 hektarów). Po 1971 roku zniesiono normę minimalną, zaś wytyczne Sądu Najwyższego nakazywały, by w następstwie podziałów nieruchomości rolnych powstawały „gospodarstwa zdolne do samodzielnej produkcji”. W 1982 roku zniesiono normę podstawową. W tym samym roku zniesiono wymóg zgody administracji na podział.
Obecnie ograniczenia w polskim ustawodawstwie to:
- w kodeksie cywilnym art. 213 i 214, dotyczące sądowego zniesienia współwłasności gospodarstwa rolnego,
- w ustawie o kształtowaniu ustroju rolnego zastrzeżenie, że gospodarstwo rodzinne musi mieć co najmniej 1 hektar użytków rolnych,
- w ustawie o gospodarce nieruchomościami art. 92 ust. 1, zawierający generalny zakaz podziału na części mniejsze niż 0,3 hektara nieruchomości oznaczonych w miejscowym planie zagospodarowania przestrzennego jako rolne, oraz w przypadku braku planu wykorzystywanych rolniczo[3].

### Kwalifikacje rolnicze wymagane wobec prowadzących gospodarstwo
Na mocy art. 160 k.c. z 1964 roku obowiązywał bezwzględny wymóg posiadania kwalifikacji rolniczych. Wynikiem ich braku była nieważność nabycia własności nieruchomości rolnej. Przepis ten zniesiono 1 października 1990 roku.
Aktualnie wymóg kwalifikacji rolnych zawierają ustawa o kształtowaniu ustroju rolnego z 2003 roku oraz rozporządzenie Rady Ministrów w sprawie szczegółowych warunków i trybu udzielania pomocy finansowej na uzyskiwanie rent strukturalnych objętej planem rozwoju obszarów wiejskich.

### Zapobieganie nadmiernym spłatom
Obowiązujące do 30 września 1990 roku przepisy Kodeksu cywilnego przewidywały m.in. wyłączenie od spłat wszystkich bez kwalifikacji rolniczych, a spłaty obliczano według cen państwowych nieruchomości.
Od 1 października 1990 roku spłaty przysługują wszystkim, a są obliczane według cen rynkowych. Podobnie jak wcześniej istnieje możliwość rozłożenia spłat na raty lub odroczenia zapłaty z wyjątkiem sytuacji, gdy zniesienia współwłasności jest wynikiem współwłasności dorobkowej małżeńskiej.

## Zniesienie współwłasności nieruchomości rolnej
Artykuł 213 k.c. mówi o „zniesieniu współwłasności gospodarstwa rolnego”, jednak w tym wypadku pojęcie gospodarstwa rolnego uchodzi w literaturze za nieprecyzyjne. Artykuł ten dotyczy głównie nieruchomości rolnych.

### Umowne zniesienie współwłasności nieruchomości rolnej
Umowa znosząca współwłasność gospodarstwa rolnego musi być zawarta w formie aktu notarialnego. Nie podlega ono ograniczeniom dotyczącym znoszenia współwłasności zawartych w kodeksie cywilnym. Podlega ograniczeniom wynikającym z ogólnych przepisów prawa umów oraz z ustawy o gospodarce nieruchomościami z 1997 roku, zakazującej co do zasady podziału nieruchomości rolnych na części mniejsze niż 0,3 hektara.

### Sądowe zniesienie współwłasności nieruchomości rolnej
Istnieje zasada, że sąd jest związany zgodnym wnioskiem właścicieli. Od tej zasady istnieją dwa wyjątki – jeżeli dotyczyłby podziału fizycznego, który byłby sprzeczny z:
1. przepisami ustawy lub pociągałby za sobą istotną zmianę rzeczy lub znaczne zmniejszenie jej wartości,
2. zasadami prawidłowej gospodarki rolnej.

Gdy podział fizyczny nie jest możliwy, sąd przyznaje gospodarstwo temu współwłaścicielowi, na którego zgodzą się pozostali. Wobec braku takiej zgody, przyznaje gospodarstwo temu współwłaścicielowi, który prowadzi gospodarstwo rolne lub stale w nim pracuje i jest to zgodne z interesem społeczno-gospodarczym. Jeżeli gospodarstwo prowadzi lub w nim pracuje kilku współwłaścicieli albo żaden, sąd przyznaje gospodarstwo temu, który daje najlepszą gwarancję jego prowadzenia.
Gdy żaden ze współwłaścicieli nie chce otrzymać gospodarstwa rolnego, sąd zarządza podział cywilny.

### Rozliczenia ze spłat

#### Spłaty przy sądowym zniesieniu współwłasności
Podstawowe znaczenie ma porozumienie stron.
Wobec braku takiego porozumienia obowiązuje zasada, że spłaty są w pełnej w wysokości. Istnieje możliwość ich obniżenia i rozłożenia na raty (maksymalnie do 10 lat) lub odroczenia terminu zapłaty, a także przyznania spłat w naturze.
Istnieje też możliwość ponownych rozliczeń, gdy spłaty były wcześniej obniżone, a w wyniku zniesienia współwłasności gospodarstwo otrzymał współwłaściciel najbardziej odpowiedni do jego prowadzenia. Jeżeli taki współwłaściciel zbywa odpłatnie w ciągu 5 lat od zniesienia współwłasności nieruchomości rolne wchodzące w skład gospodarstwa rolnego, to powinien wydać pozostałym korzyści, jakie uzyskał z obniżenia spłat. Taka możliwość nie istnieje przy zbyciu dokonywanym dla zapewnienia racjonalnego prowadzenia gospodarstwa rolnego.

#### Spłaty przy umownym zniesieniu współwłasności
O spłatach przy umownym zniesieniu współwłasności decyduje wyłącznie wola stron. Mogą one nawet zrezygnować ze spłat.

## Pierwokup nieruchomości rolnej
Prawo pierwokupu nieruchomości rolnej przysługuje kolejno: dzierżawcy, współwłaścicielowi, zarządzającemu specjalną strefą ekonomiczną lub portem lub przystanią morską, gminie, Skarbowi Państwa i Krajowemu Ośrodkowi Wsparcia Rolnictwa.

### Pierwokup dzierżawcy
Dzierżawcy przysługuje prawo pierwokupu nieruchomości rolnej w przypadku spełnieniu następujących przesłanek:
- nieruchomość rolna jest sprzedawana przez osobę fizyczną lub prawną inną niż Krajowy Ośrodek Wsparcia Rolnictwa,
- dzierżawa była zawarta w formie pisemnej z datą pewną,
- dzierżawa była wykonywana co najmniej 3 lata od zawarcia umowy,
- sprzedawana nieruchomość wchodzi w skład gospodarstwa rodzinnego dzierżawcy lub jest dzierżawiona przez rolniczą spółdzielnię produkcyjną.

Jeżeli sprzedaż ma na celu uzyskanie renty strukturalnej, to dzierżawcy przysługuje prawo pierwokupu tylko wtedy, gdy po skorzystaniu z niego jego gospodarstwo będzie miało minimum 15 hektarów.
Sankcją za niedochowanie prawa pierwokupu dzierżawcy jest nieważność transakcji.
Prawo pierwokupu dzierżawcy jest wyłączone w następujących sytuacjach:
- nabycie przez spółdzielnię produkcji rolnej wkładu gruntowego w tej spółdzielni,
- nabywca to osoba bliska zbywającego,
- sprzedawcą nieruchomości jest Krajowy Ośrodek Wsparcia Rolnictwa,
- jeżeli dzierżawa była ustanowiona tylko na części sprzedawanej nieruchomości.

W przypadku wykonywania pierwokupu przez dzierżawcę istnieje możliwość sądowego miarkowania cen.

### Pierwokup współwłaściciela
Współwłaścicielowi przysługuje prawo pierwokupu w przypadku spełnienia następujących przesłanek:
- sprzedaż udziału nieruchomości rolnej przez osobę fizyczną lub prawną inną niż Krajowy Ośrodek Wsparcia Rolnictwa,
- pozostali właściciele prowadzą na gruncie wspólnym gospodarstwo rolne.

Sankcją za niedochowanie prawa pierwokupu współwłaściciela jest nieważność transakcji.
Prawo pierwokupu współwłaściciela jest wyłączone w następujących sytuacjach:
- współwłaściciel prowadzący gospodarstwo sprzedaje razem z udziałem to gospodarstwo,
- nabywcą jest inny współwłaściciel,
- nabywcą jest osoba dziedzicząca po sprzedawcy.

W przypadku wykonywania prawa pierwokupu przez współwłaściciela nie ma możliwości sądowego miarkowania cen.

### Pierwokup zarządzającego portem lub specjalną strefą ekonomiczną
Zarządzającemu portem lub specjalną strefą ekonomiczną przysługuje prawo pierwokupu, gdy sprzedaż dotyczy:
- własności lub użytkowania wieczystego nieruchomości położonej na terenie specjalnej strefy ekonomicznej,
- nieruchomości położonej na terenie portu lub przystani morskiej.

Sankcją za niedochowanie prawa pierwokupu zarządzającego portem lub specjalną strefą ekonomiczną jest nieważność.
Przepisy szczególne przewidują sytuacje, w których prawo pierwokupu zarządzającego portem lub specjalna strefą ekonomiczną.

### Pierwokup gminy
Gminie przysługuje prawo pierwokupu, gdy sprzedawana jest:
- własność lub użytkowanie wieczyste nieruchomości rolnej położonej na obszarze przeznaczonym w miejscowym planie zagospodarowania przestrzennego na cele publiczne,
- własność nieruchomości rolnej, dla której wydano decyzję ustalającą lokalizację inwestycji celu publicznego,
- własność lub użytkowanie wieczyste nieruchomości rolnej wpisanej do rejestru zabytków.

Prawo pierwokupu gminy musi być ujawnione w księdze wieczystej.
Sankcją za niedochowanie prawa pierwokupu gminy jest nieważność transakcji.
W przypadku wykonywania prawa pierwokupu przez gminę nie istnieje możliwość sądowego miarkowania cen.

### Pierwokup Skarbu Państwa
Przepisy szczególne przepisują sytuacje, w których Skarbowi Państwa przysługuje prawo pierwokupu nieruchomości rolnych.
Sankcją za niedochowania prawa pierwokupu Skarbu Państwa jest nieważność transakcji.
W przypadku wykonywania prawa pierwokupu przez Skarb Państwa nie istnieje możliwość sądowego miarkowania cen.

### Pierwokup Krajowego Ośrodka Wsparcia Rolnictwa
Krajowemu Ośrodkowi Wsparcia Rolnictwa przysługuje prawo pierwokupu nieruchomości rolnej, gdy sprzedaż dokonywana jest przez osobę fizyczną lub prawną inną niż KOWR.
Sankcją za niedochowanie prawa pierwokupu KOWR jest nieważność transakcji.
Istnieją sytuacje, w których KOWR prawo pierwokupu nie przysługuje:
- nabycie przez spółdzielnię produkcji rolnej wkładu gruntowego w tej spółdzielni,
- nabywcą jest osoba bliska zbywającego,
- efektem transakcji jest powiększenie istniejącego wcześniej gospodarstwa rodzinnego,
- w obrocie nieruchomościami między kościelnymi osobami prawnymi,
- sprzedaż dotyczy nieruchomości związków wyznaniowych,
- gdy powierzchnia nieruchomości jest mniejsza niż 5 ha.

W przypadku wykonywania prawa pierwokupu przez KOWR istnieje możliwość sądowego miarkowania cen. KOWR przysługuje także prawo nabycia.